# Ōke no Monshō
Ōke no Monshō (яп. 王家の紋章, англ. Crest of the Royal Family, укр. Королівський герб) — сьодзьо-манґа авторства Тіеко Хосокави. Манґа друкується у щомісячному журналі Princess з 1976 року. У 1991 році отримала 36-ту нагороду Shogakukan Manga Award в категорії сьодзьо. Станом на 2015 рік зібрані томи були продані в Японії накладом 40 мільйонів примірників, що робить її однією з найбільш продаваних сьодзьо-манґ в історії. Маючи 68 томів (станом на січень 2023 року), це один з найдовших манґа-серіалів усіх часів. Історія була адаптована у 2 аніме-драми, випущених у 1990 році студією Pony Canyon (перевидані у 2004 році), а також в OVA від студії Toei Animation. У 2016 році за мотивами манґи було створено сценічний мюзикл.

## Сюжет
Головна героїня, Керол — білява, блакитноока американська дівчина-підліток із заможної родини, яка цікавиться єгиптологією і навчається в Каїрі. Коли її наставник знаходить гробницю молодого фараона, на команду розкопок і Керол накладається прокляття. Воно відправляє її в минуле, до Стародавнього Єгипту, де вона втягується у справи Єгипту та інших стародавніх країн, таких як Ассирія та Вавилонія. Керол зустрічає Мемфіса, вродливого молодого фараона, гробницю якого вона розкопувала в сучасності. Незважаючи на його впертий, спочатку жорстокий характер, вони глибоко закохуються. Це розлючує зведену сестру Мемфіса, жрицю Ісіду, яка давно мріє вийти за нього заміж. Керол, завдяки своїй екзотичній зовнішності та дивовижній здатності передбачати майбутнє, стає головною дійовою особою давньої історії.

## Персонажі

### Головні герої
- Керол Рід (яп. キャロル・リード, Kyaroru Rīdo)

Героїня оповідання — світловолоса блакитноока американська дівчинка, яка вивчає археологію в Каїрі. Коли її прокляли, її відправили на 3000 років у минуле і вона зустріла жорстокого, але красивого фараона Мемфіса. Завдяки своїм глибоким знанням історії Стародавнього Єгипту, Керол здатна допомогти Єгипту подолати труднощі, і через це народ Єгипту вітає її як Доньку Нілу, Хранительку Єгипту. Завдяки своїй красі та розуму в стародавньому світі Керол постійно оточує небезпека, оскільки люди або хочуть її вбити, або залишити собі.
- Мемфіс (яп. メンフィス, Menfisu)

17-річний фараон стародавнього Єгипту 3000 років тому. Спочатку Мемфіс показаний як жорстокий і розпещений фараон, але пізніше ми бачимо його більш м'яку сторону, коли він починає відчувати почуття до Керол. Його назва походить від стародавньої столиці Єгипетської імперії Мемфіс.
- Ісіда (яп. アイシス, Aishisu)

Принцеса і верховна жриця Стародавнього Єгипту (вона править Нижнім Єгиптом) і старша сестра Мемфіса. Вона шалено кохає свого брата і хоче вбити Керол, щоб зайняти її місце королеви Єгипту (поряд із братом), вірячи, що вона зробить Єгипет сильнішим і процвітаючим. Ісіда приховує свою жорстокість і ненависть до Керол за своєю красою і постійно планує вбити Керол різними способами. Її ім'я походить від єгипетської богині Ісіди.